# Великий міліметровий радіотелескоп Атаками
Великий міліметровий радіотелескоп Атаками (ВМРА) (англ. Atacama Large Millimeter/sub-millimeter Array) (ALMA) — це астрономічний інтерферометр з антен радіотелескопів розміщених у пустелі Атакама, що розміщений у північній частині Чилі. Оскільки значна висота місцевості й сухий клімат мають вирішальне значення для астрономічних спостережень на міліметрових довжинах хвиль (внаслідок поглинання у цьому діапазоні молекулами води, що міститься в земній атмосфері), то цей радіотелескоп споруджується на плато Чайнантор, на висоті близько 5000 метрів над рівнем моря. Телескоп складається з 66 круглих антен діаметром 12 і 7 метрів, для спостережень у міліметровому й субміліметровому діапазонах довжин хвиль. Очікується, що він забезпечить надходження нових даних для вивчення процесу зореутворення в ранньому Всесвіті, надасть детальні зображення ділянок навколо близьких зірок, де відбувається утворення екзопланет.
Великий міліметровий радіотелескоп Атаками (ВМРА) по суті є результатом міжнародного партнерства між Сполученими Штатами Америки, Канадою, Європейським союзом, Східною Азією та республікою Чилі вартістю більше одного млрд. доларів. Велика радіотелескоп Атаками почав свої наукові спостереження в другій половині 2011 року, а перші зображення були опубліковані 3 жовтня 2011 року. Повністю введений в дію у березні 2013 року.

## Загальний огляд проєкту

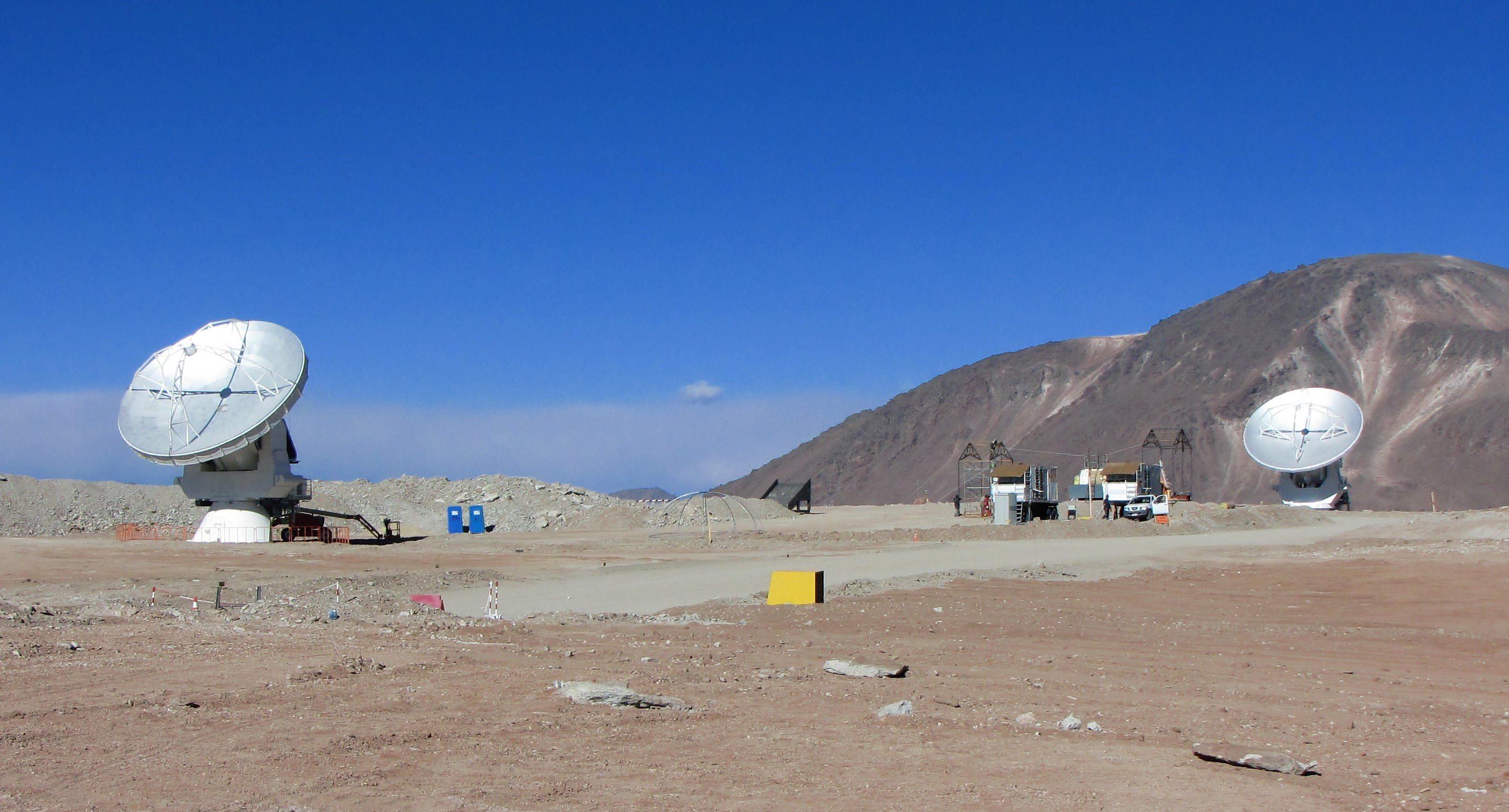
Перші дві антени телескопу Атаками з'єднані як інтерферометр

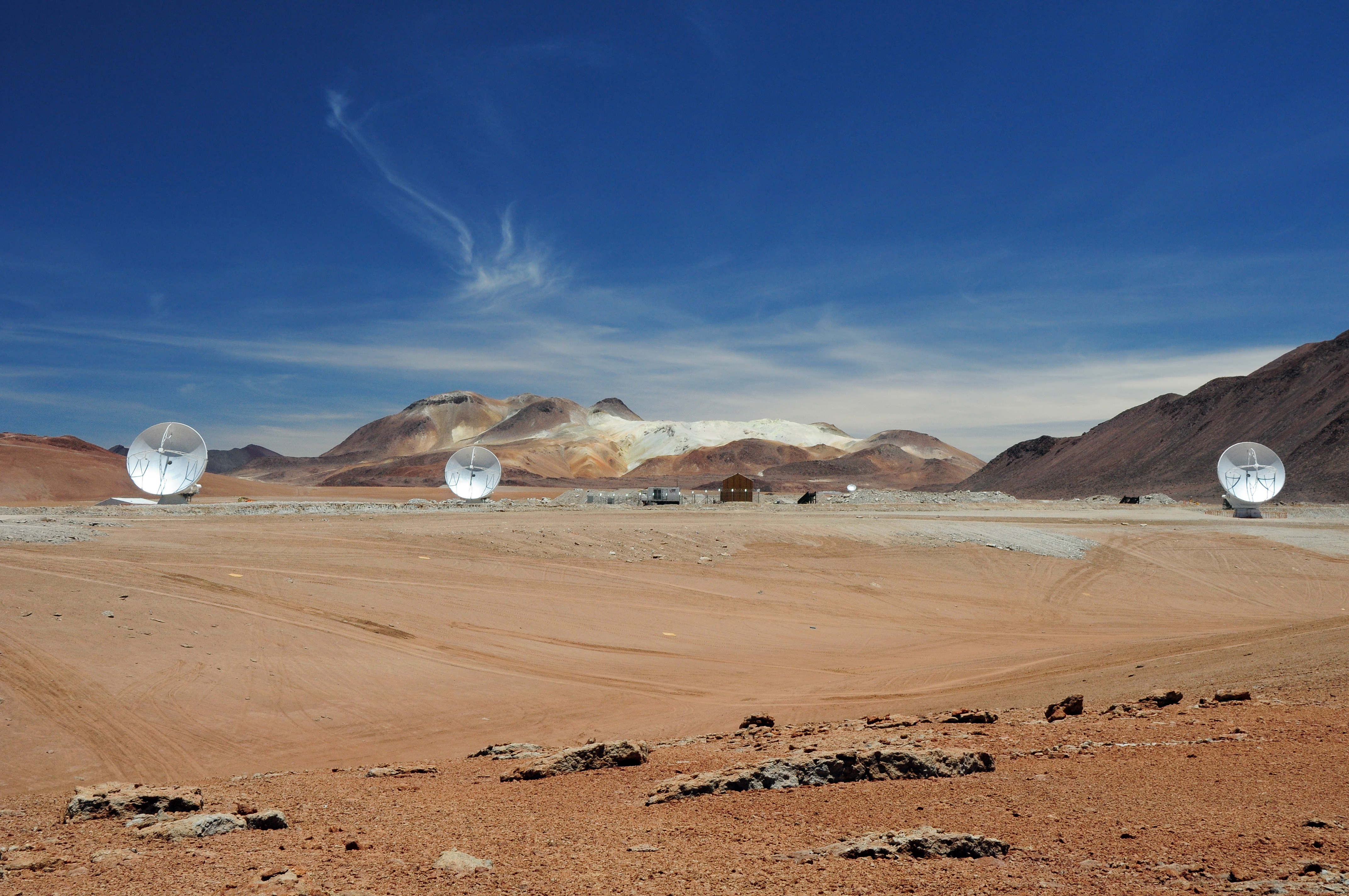
Три перші антени ALMA утворюють інтерферометр.

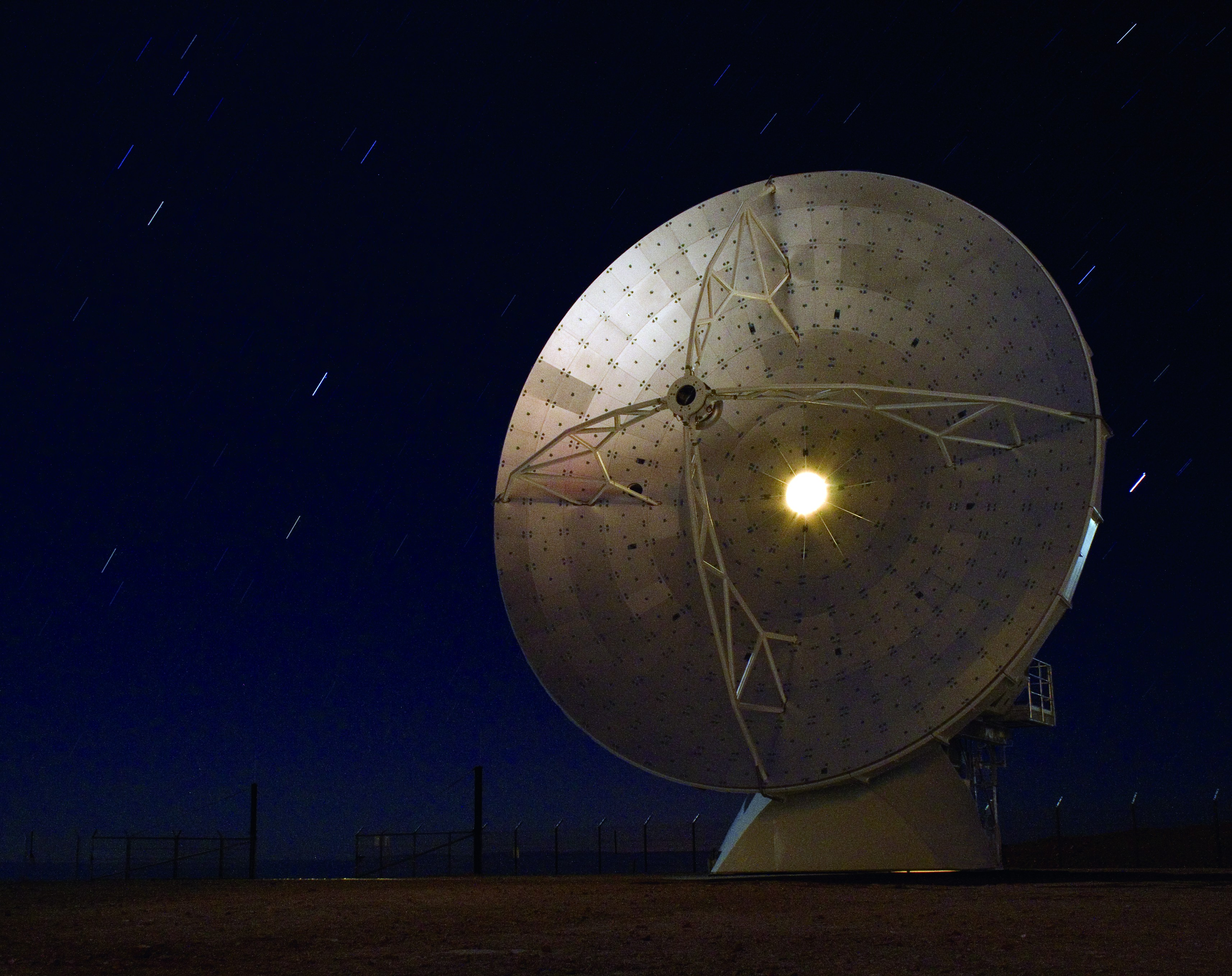
Одна з радіоантен комплексу телескопу

За початковим задумом радіотелескоп Атаками складатиметься з 66 високоточних антен, що працюватимуть на довжинах хвиль від 0,3 до 9,6 мм. Він буде набагато чутливішим і з більшою роздільною здатністю, ніж існуючі субміліметрові телескопи, такі як телескоп імені Джеймса Клерка Максвелла з однією тарілкою, чи існуючі мережі інтерферометрів, такі як Субміліметровий інтерферометр або Інтерферометр на плато Бур Інституту радіоміліметрової астрономії у французьких Альпах.
Антени можуть пересуватися по пустельному плато на відстані від 150 м до 16 км, що надає телескопу ALMA великий діапазон «збільшення» (роздільної здатності). Ця методика є аналогічною за своєю концепцією тієї, яка застосовується на телескопі Very Large Array (VLA) в Нью-Мексико, США. Завдяки великій кількості радіотелескопів, що утворюють цей масив, досягається висока чутливість.
Радіотелескоп Атаками будується коштом партнерів з Європи, Північної Америки та Східної Азії. Американські й європейські партнери зобов'язалися виготовили по двадцять п'ять 12-метрових антен, які утворюють основний масив. Партнери зі Східної Азії фінансують створення 16 антен (чотирьох - 12-метрового діаметра й дванадцятьох 7-метрових антен), що утворять компактну міліметрову антену Атакама (ACA), яка також буде частиною розширеної системи антен телескопу Атаками.
За допомогою міліметрових антен (антени меншого діаметра, ніж основний масив) на заданій частоті можна буде спостерігати великі ділянки неба. Пересування антен ближче одна до одної дозволить реєструвати зображення джерел з більшим кутовим розміром. Міліметрові антени працюватиме разом з основним масивом і будуть застосовуватися для розширення поля зору радіотелескопу Атаками.

### Історія

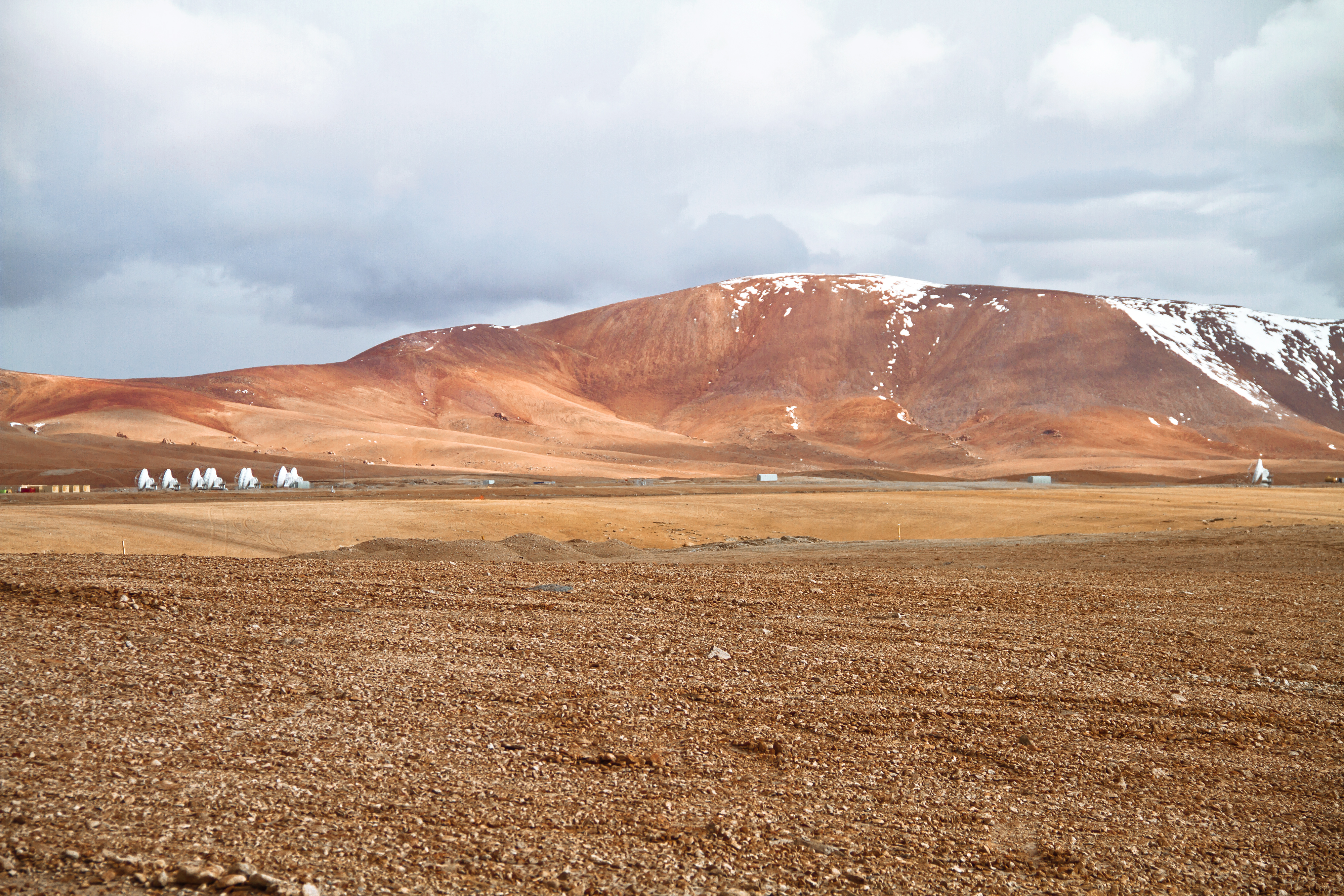
До 4 березня 2011 року встановлено 10 антен на плато Чайнантор

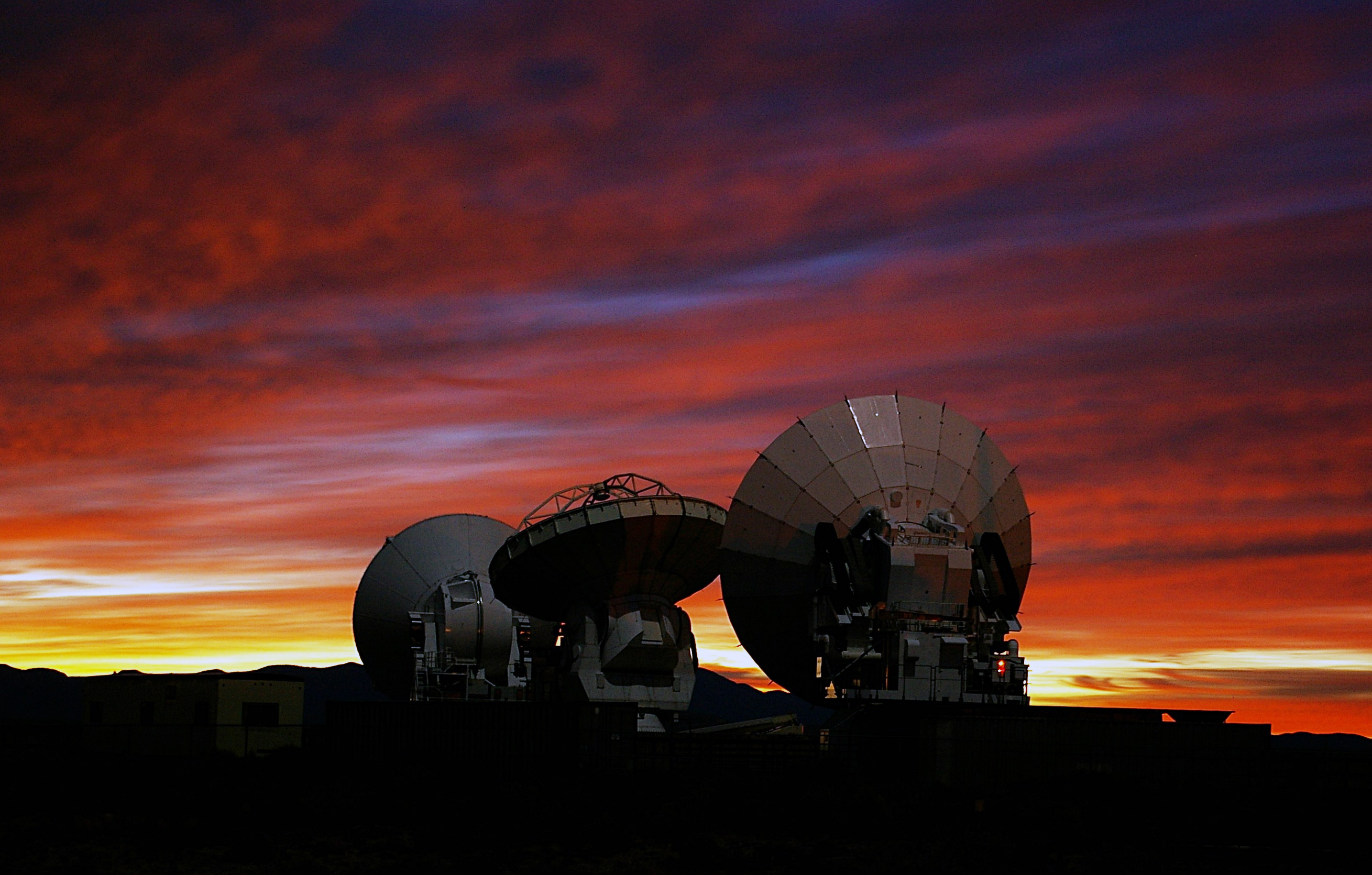
Тестування прототипних антен для проєкту ALMA

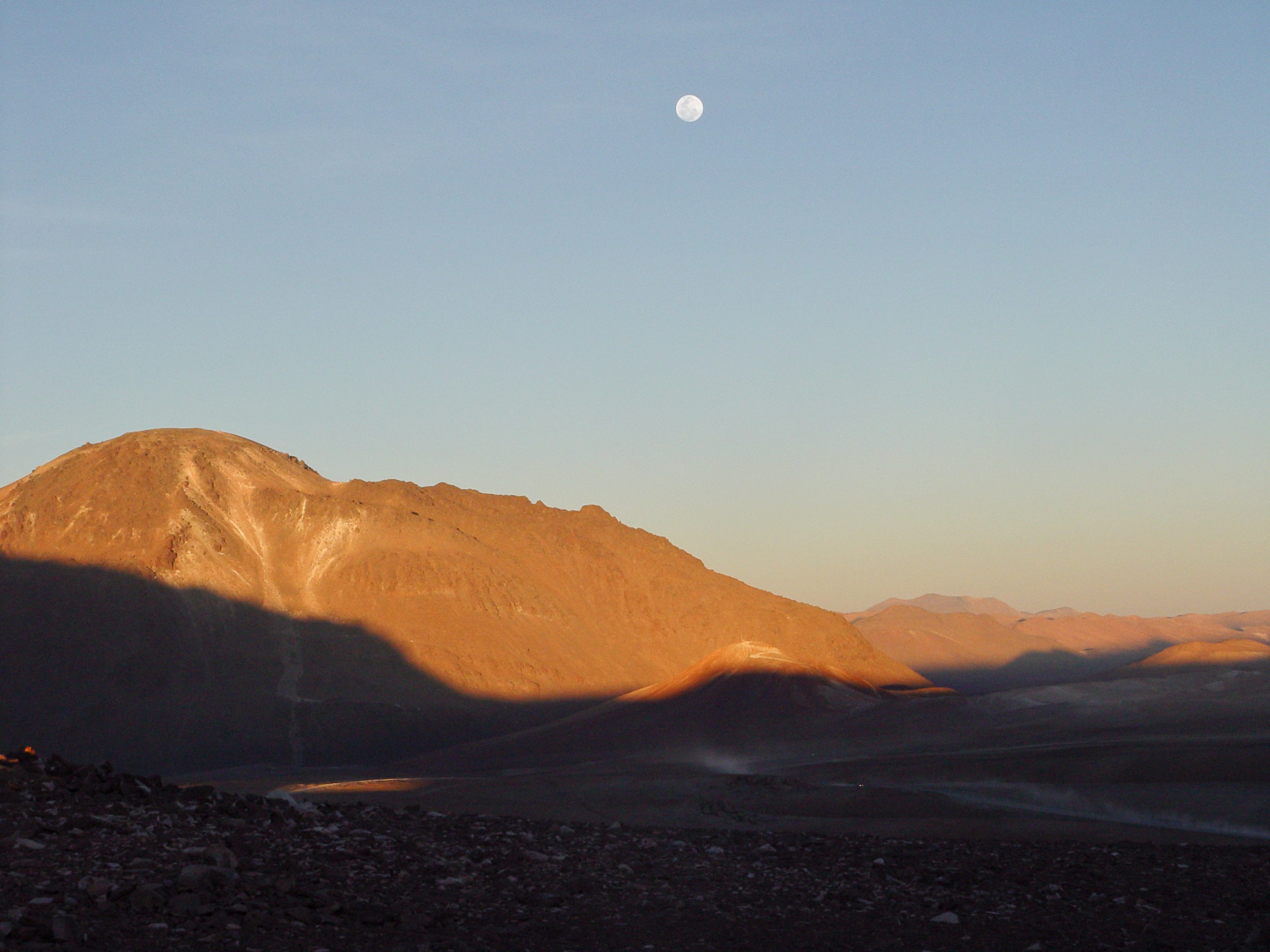
Місяць високо над Серро Чайнантор в момент заходу Сонця

Великий міліметровий радіотелескоп Атаками (ВМРА) своїм концептуальним корінням походить від трьох попередніх астрономічних проєктів: Міліметрового радіотелескопу в Сполучених Штатах (MMA), Південного великого радіотелескопу Європи (ESO), Міліметрового радіотелескопу Японії (LMA).
Перші кроки зі створення ВМРА розпочалися 1997 року, коли Національна радіоастрономічна обсерваторія США (NRAO) та Європейська південна обсерваторія (ESO) погодили план спільного проєкту щодо об'єднання MMA та LSA. Об'єднаний масив міліметрових антен повинен був мати чутливість не гіршу, ніж LSA й покриття в частотному діапазоні, яке властиве MMA. ESO та NRAO працювали разом над технічною й науковою документацією, а також менеджментом щоб окреслити можливості й організувати спільний проєкт між цими двома обсерваторіями за участю Канади та Іспанії (остання пізніше стала членом ESO).

## Фінансування
Телескоп ALMA є одним з найбільших і найдорожчих астрономічних наземних проєктів, що перебувають на стадії свого будівництва (на 2012 рік поточна ціна проєкту становила біля $1,3 мільярда доларів США).
Партнери:
- Європейська південна обсерваторія та Європейський регіональний центр підтримки
- Національна наукова фундація в особі Національної радіоастрономічної обсерваторії та Північноамериканського наукового центру ALMA
- Національна рада з наукових досліджень Канади
- Національна астрономічна обсерваторія Японії (NAOJ) під егідою Національного інституту природничих наук  (NINS)
- ALMA-Тайвань при Інституті астрономії та астрофізики (ASIAA) Тайваню Академії Сініка
- Республіка Чилі

## Завдання ALMA
Завдання, які стоїть перед ALMA, — дослідження раннього періоду розвитку Всесвіту. Завдяки дослідженням міліметрових та субміліметрових діапазонів довгих хвиль астрономи зможуть спостерігати процеси створення планет, проводити астрохімічні дослідження, розгадати таємниці народження та смерті зірок та знаходити світло, яке йде від найстаріших галактик Всесвіту.

## План реалізації проєкту
| Дата                | Заходи |
| ------------------- | --- |
| 1995                | ESO/NRAO/NAOJ дослідження місцевості в Чилі для майбутнього розташування телескопу.                          |
| травень 1998        | Початок першої стадії (дизайн та розвиток інфраструктури).                                                   |
| червень 1999        | Підписання меморандуму між Європою та США щодо спільного розуміння концепцій дизайну та розвитку телескопу.  |
| лютий 2003          | Кінцева угода про 50% фінансування проєкту з боку ESO та 50% фінансування з боку США та Канади.              |
| квітень 2003        | Тестування першого прототипу антени для ALMA на полігоні біля Сокорро, Нью-Мексико.                          |
| листопад 2003       | Церемонія відкриття будівництва ALMA.                                                                        |
| вересень 2004       | Підготовка угоди між Європою, Північною Америкою та Японією щодо наданням Японією антен для розширення ALMA. |
| жовтень 2004        | Відкриття об'єднаного офісу телескопу ALMA в Сантьяго, Чилі.                                                 |
| вересень 2005       | Тайвань за посередництва Японії приєднується до проєкту ALMA.                                                |
| липень 2006         | Угода між ESO, США, Канадою та Японією про розширення телескопу ALMA.                                        |
| квітень 2007        | Прибуття перших антен для проєкту ALMA в Чилі.                                                               |
| лютий 2008          | Прибуття в Чилі двох транспортних засобів для антен.                                                         |
| липень 2008         | Перше пересування антени на транспортному засобі.                                                            |
| грудень 2008        | Тестування роботи першої антени, розробленої для ALMA.                                                       |
| травень 2009        | Проведено першу інтерферометрію на полігоні з антенами, розробленими для проєкту ALMA.                       |
| вересень 2009       | Перші антени для ALMA прибули на плато Чайнантор.                                                            |
| листопад 2009       | Початок роботи трьох антен у режимі інтерферометра на плато.                                                 |
| 2010                | Відкриття конкурсу для попередніх наукових проєктів.                                                         |
| друга половина 2011 | Початок попередніх наукових досліджень за допомогою ALMA.                                                    |
| кінець 2012         | Офіційне відкриття телескопу ALMA.                                                                           |

Транспортування антени
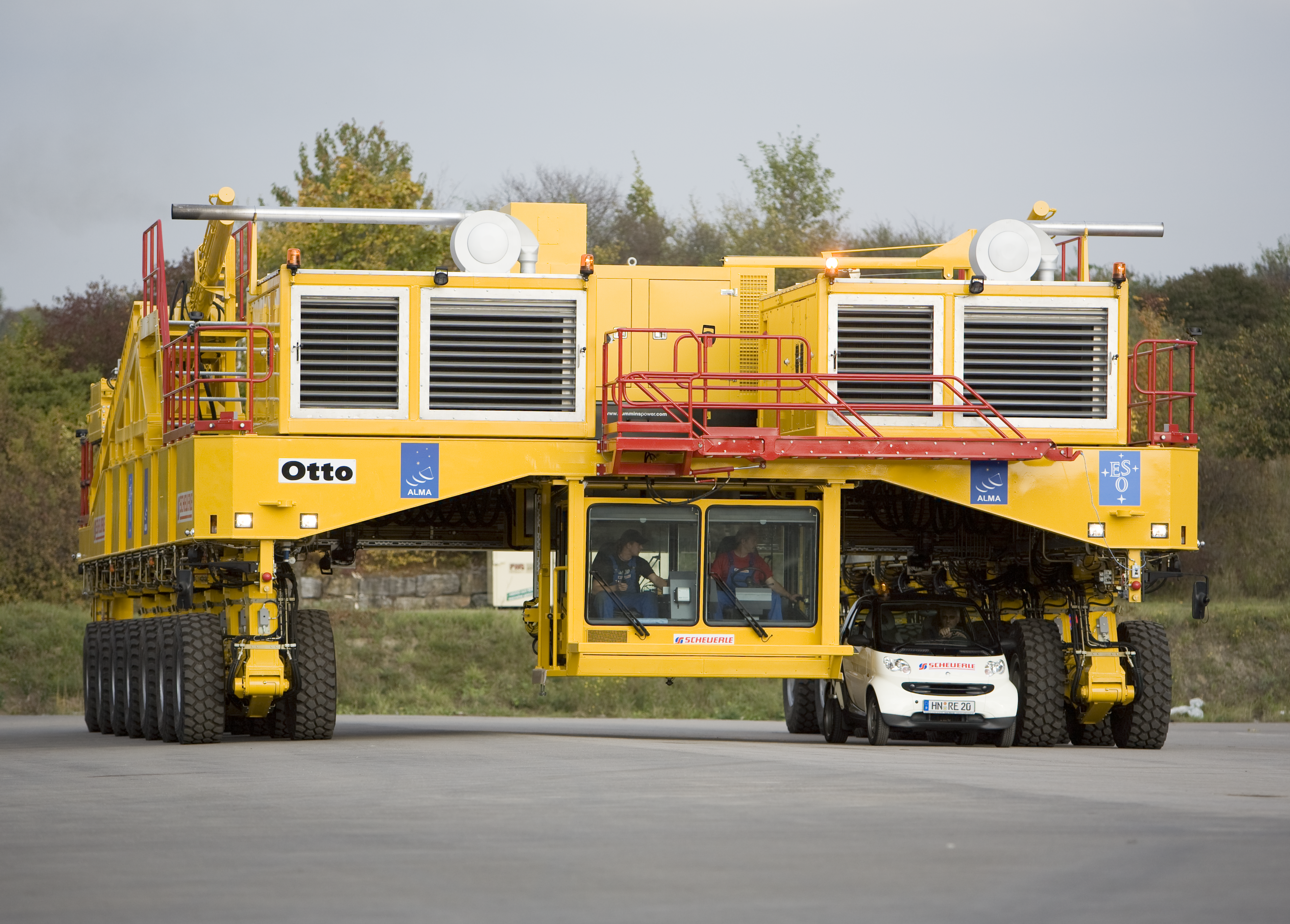
130-тонний транспортер "Отто" для антен під час церемонії його найменування.
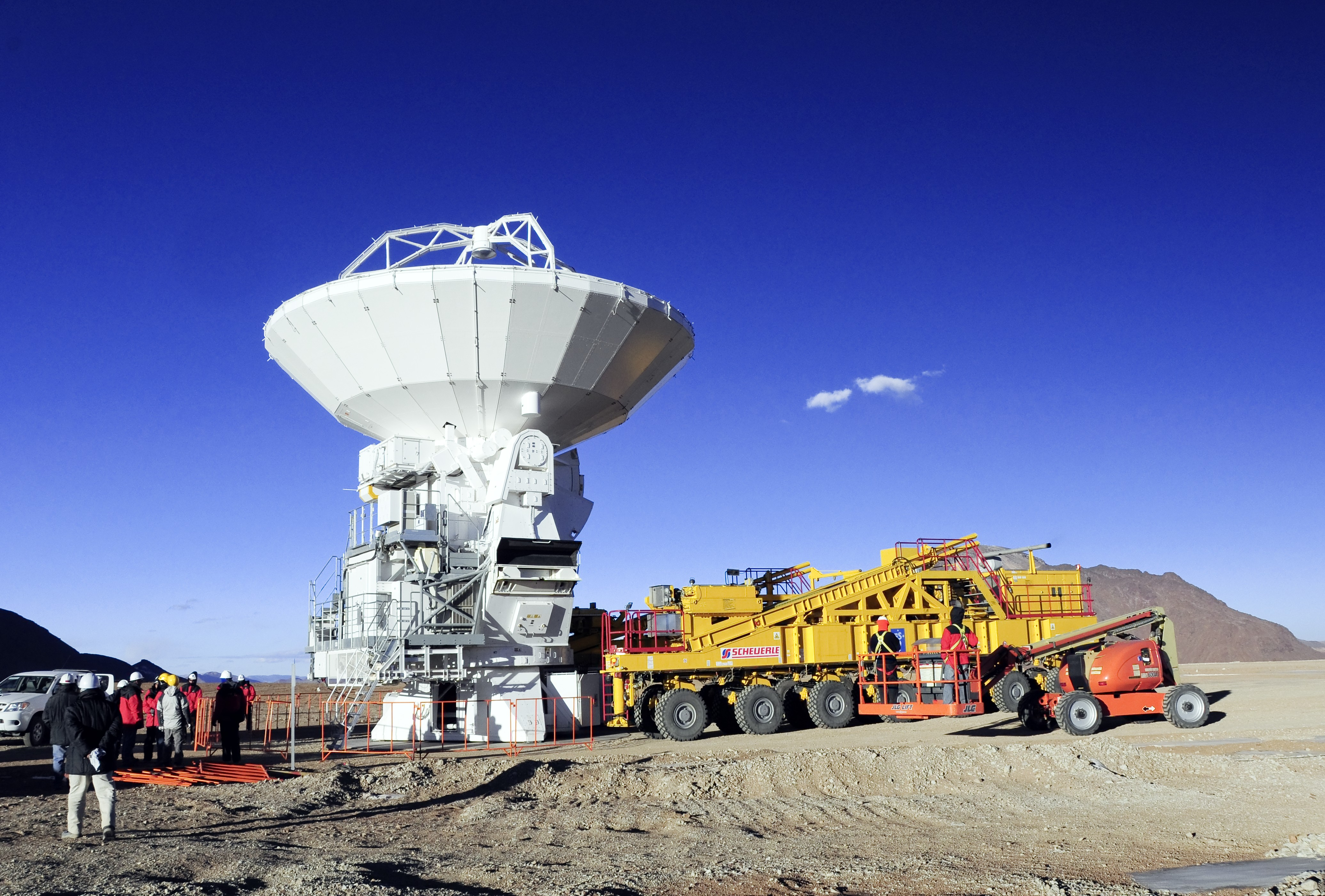
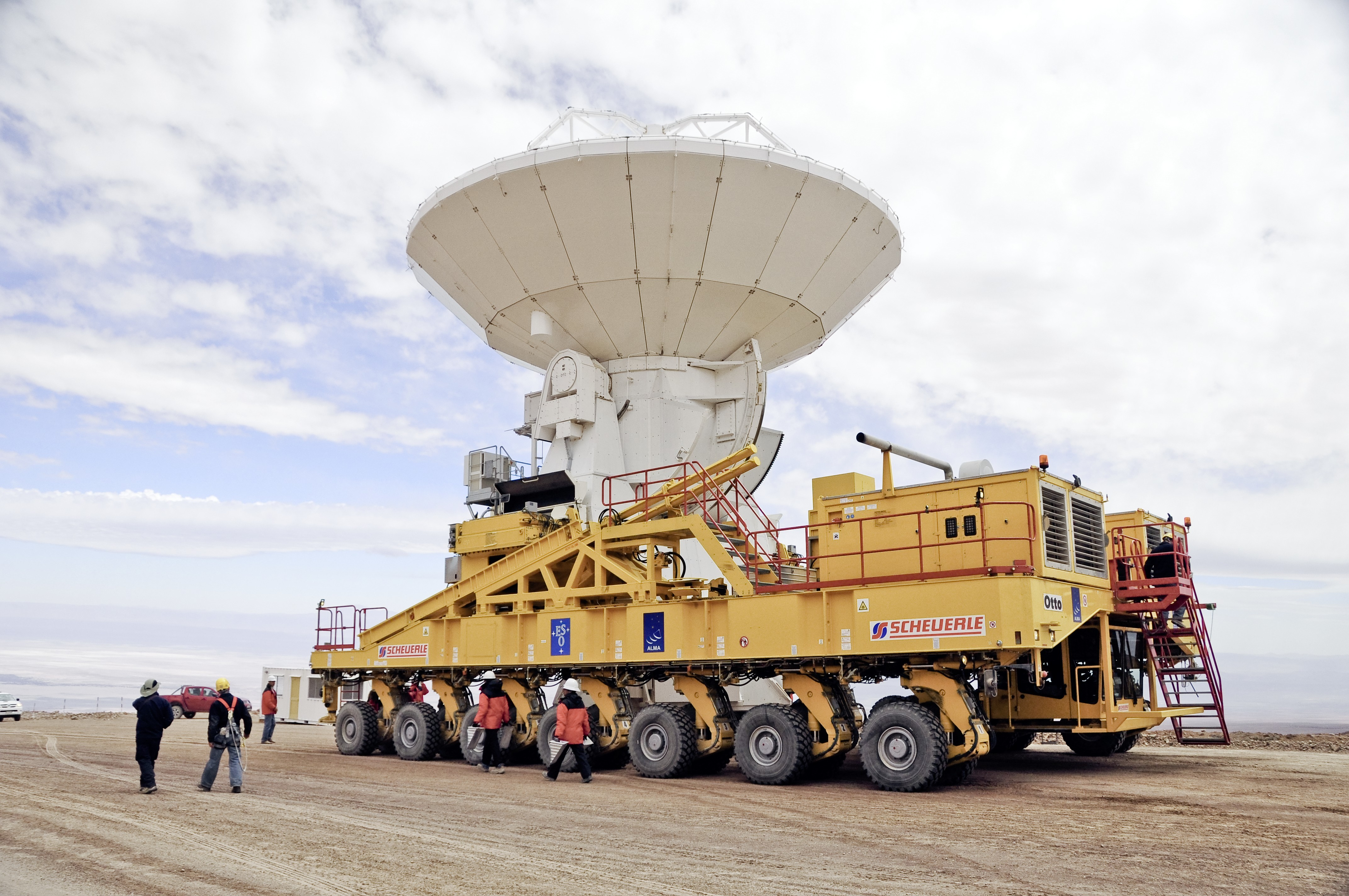
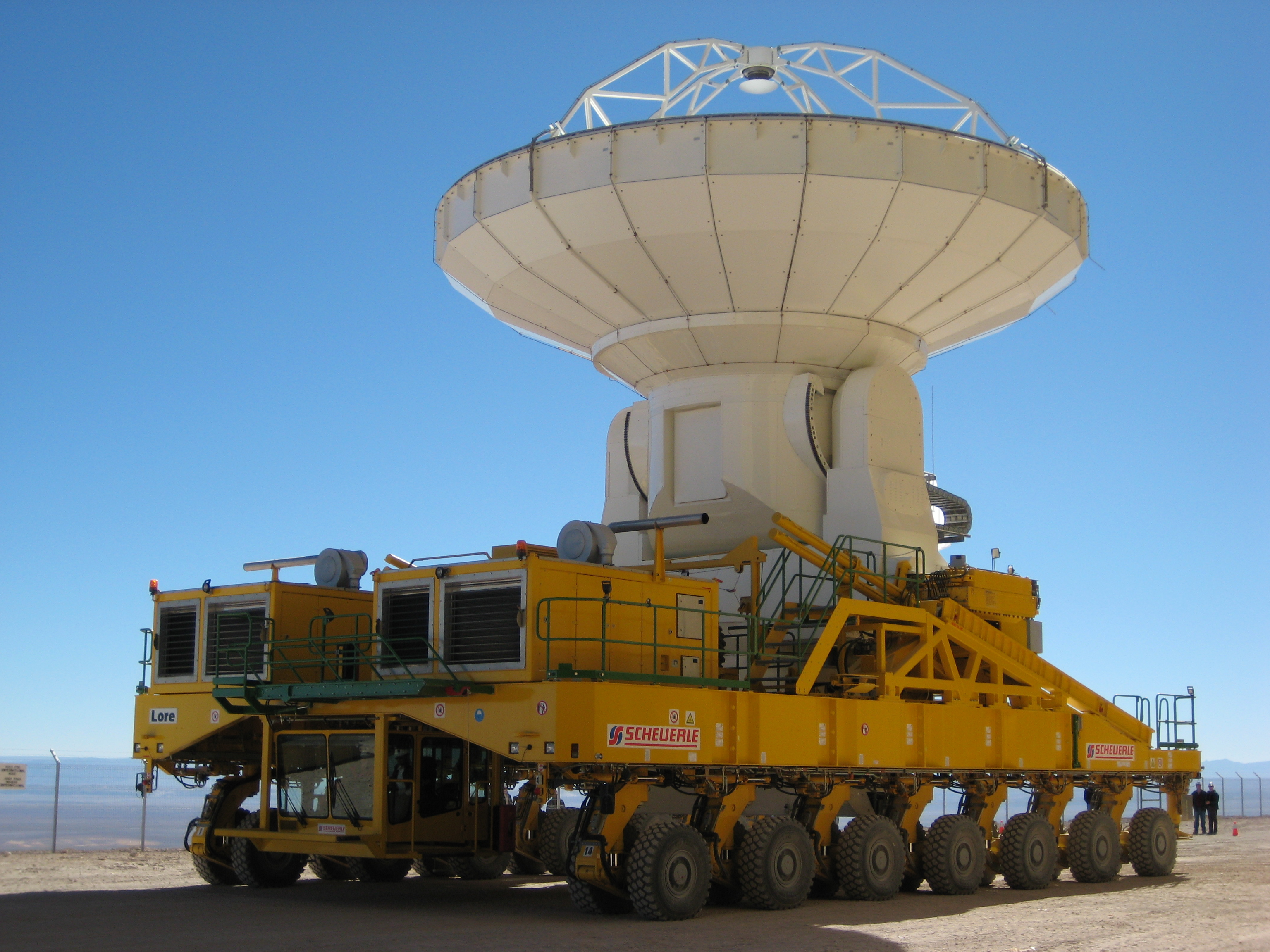
Пересування антени на полігоні.
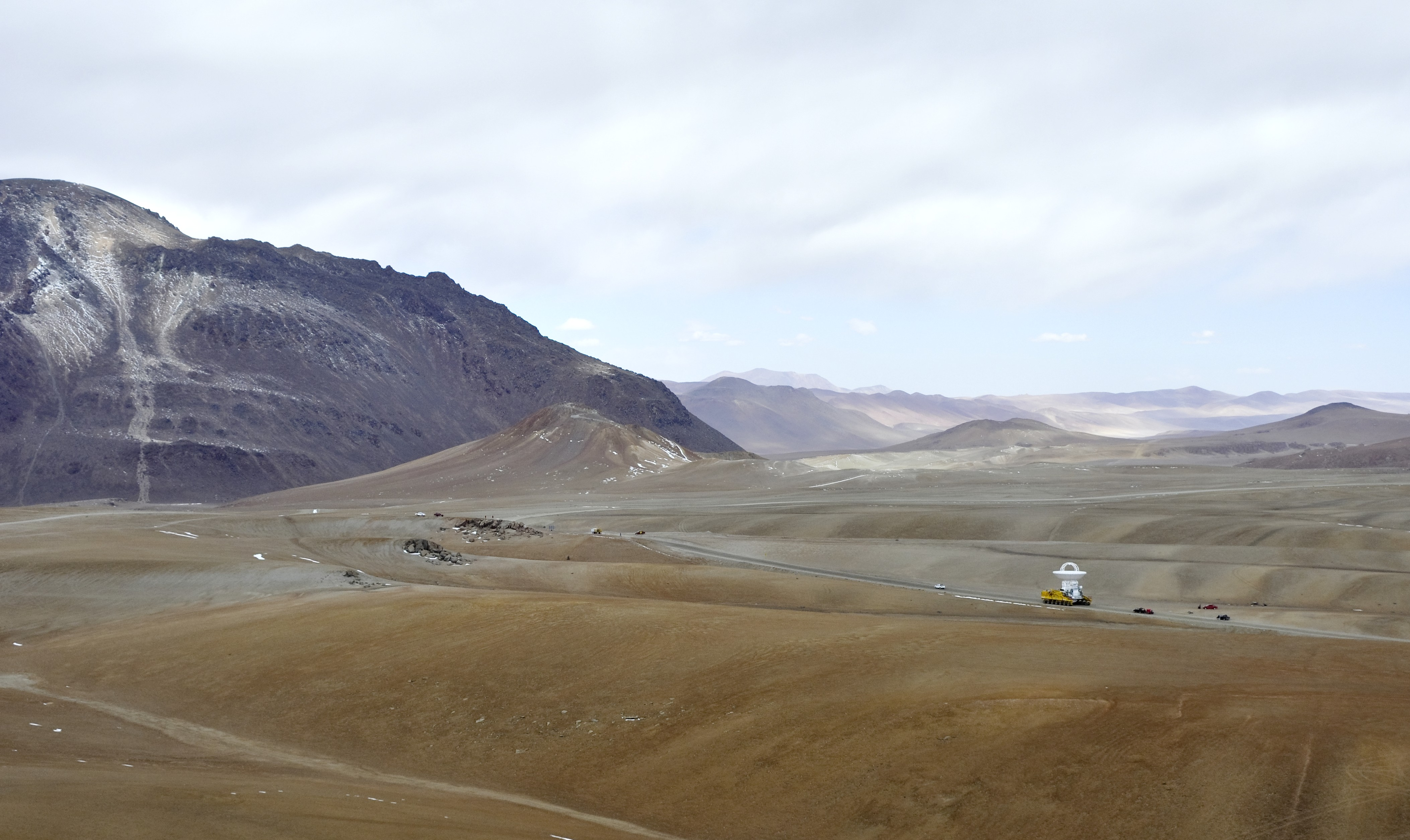
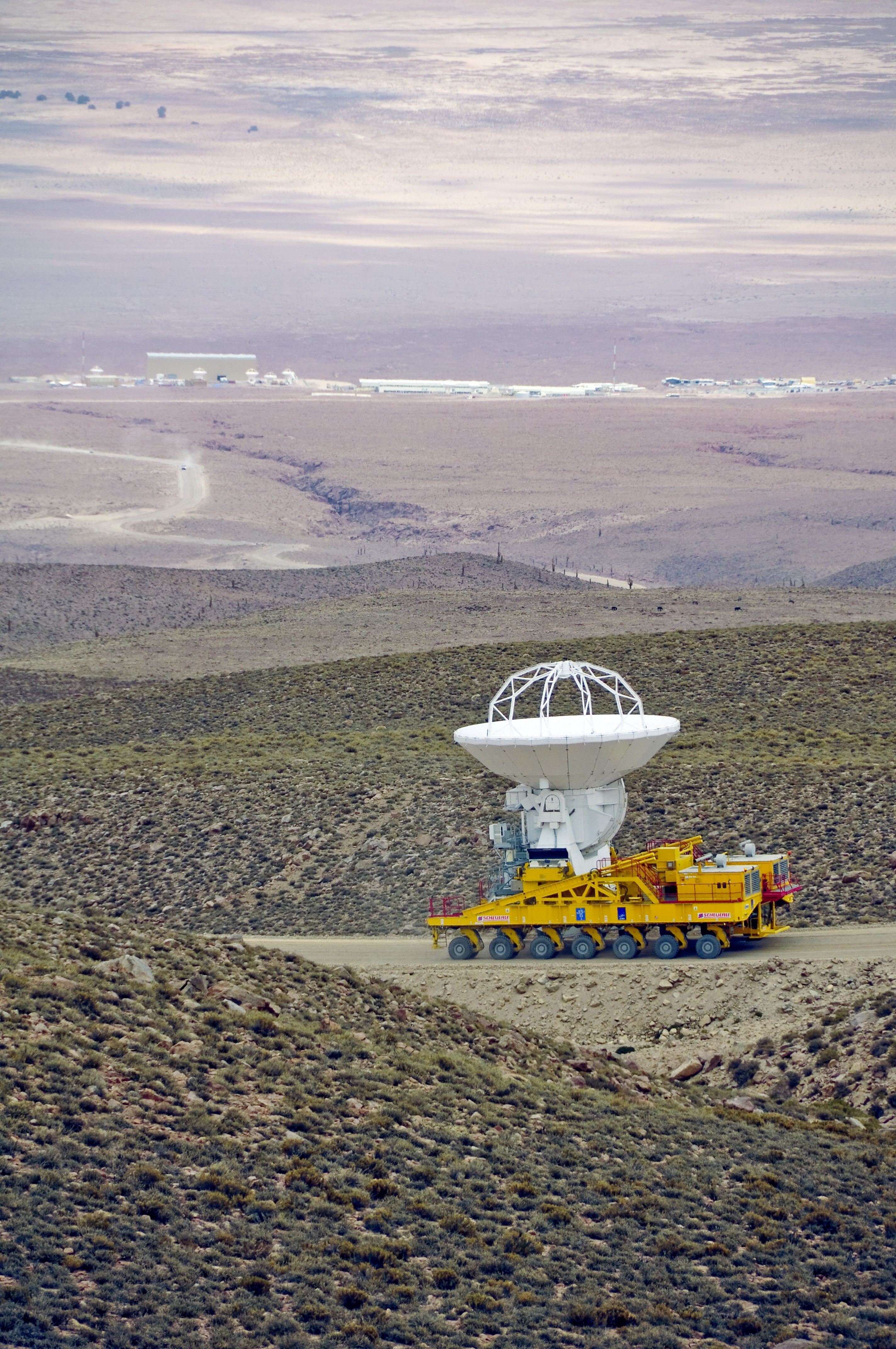
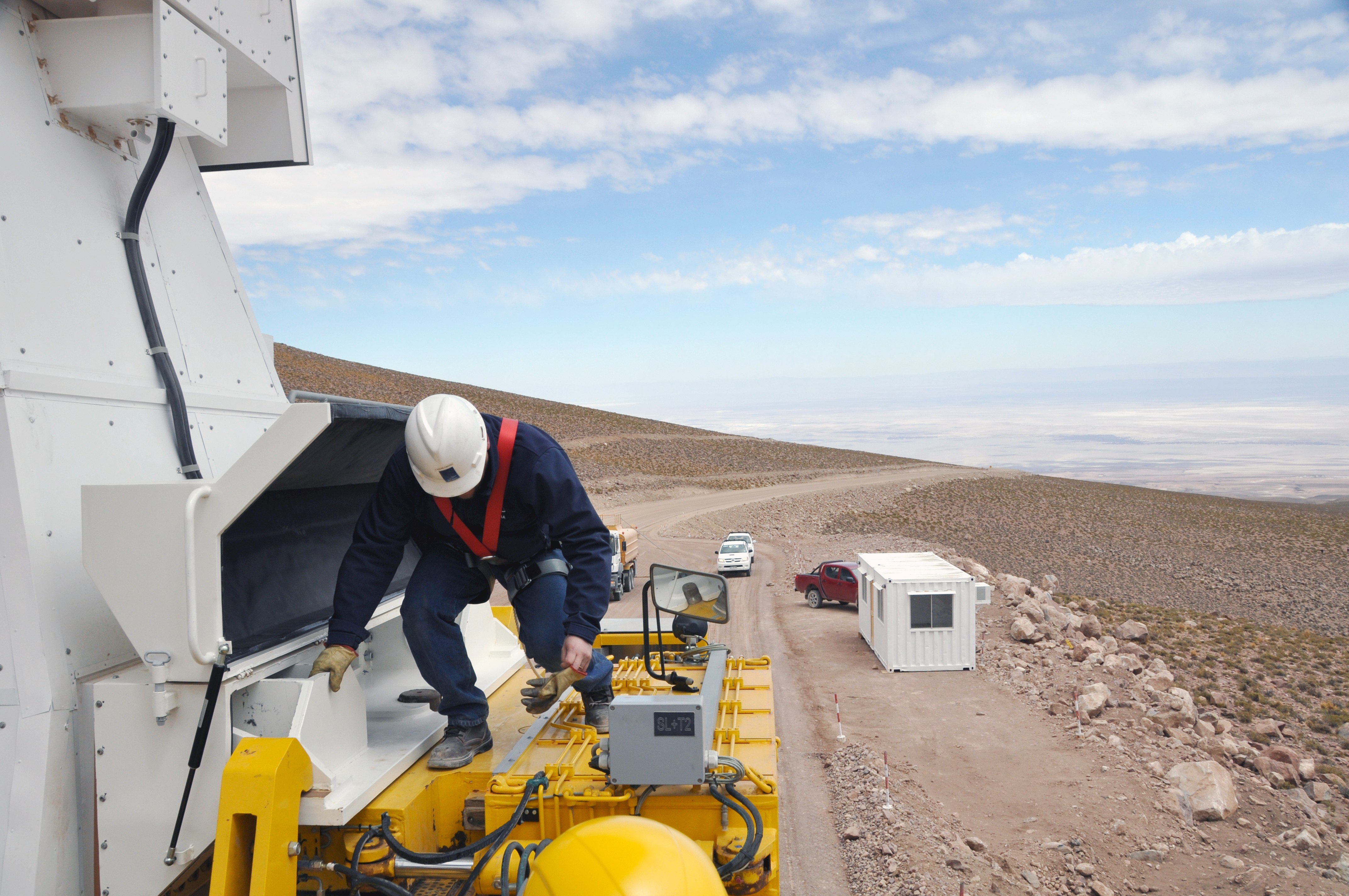
Робітник перевіряє транспортер.
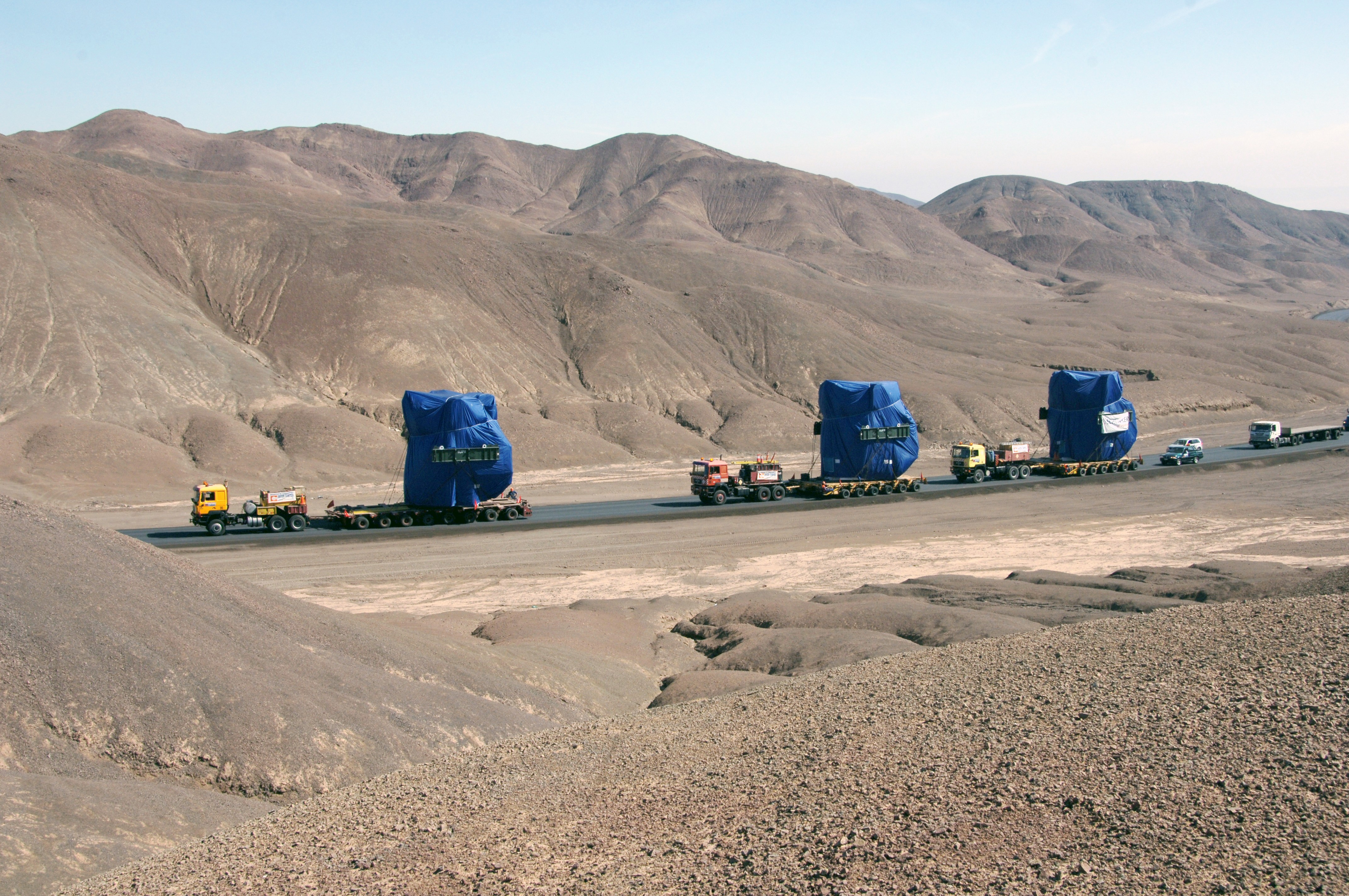
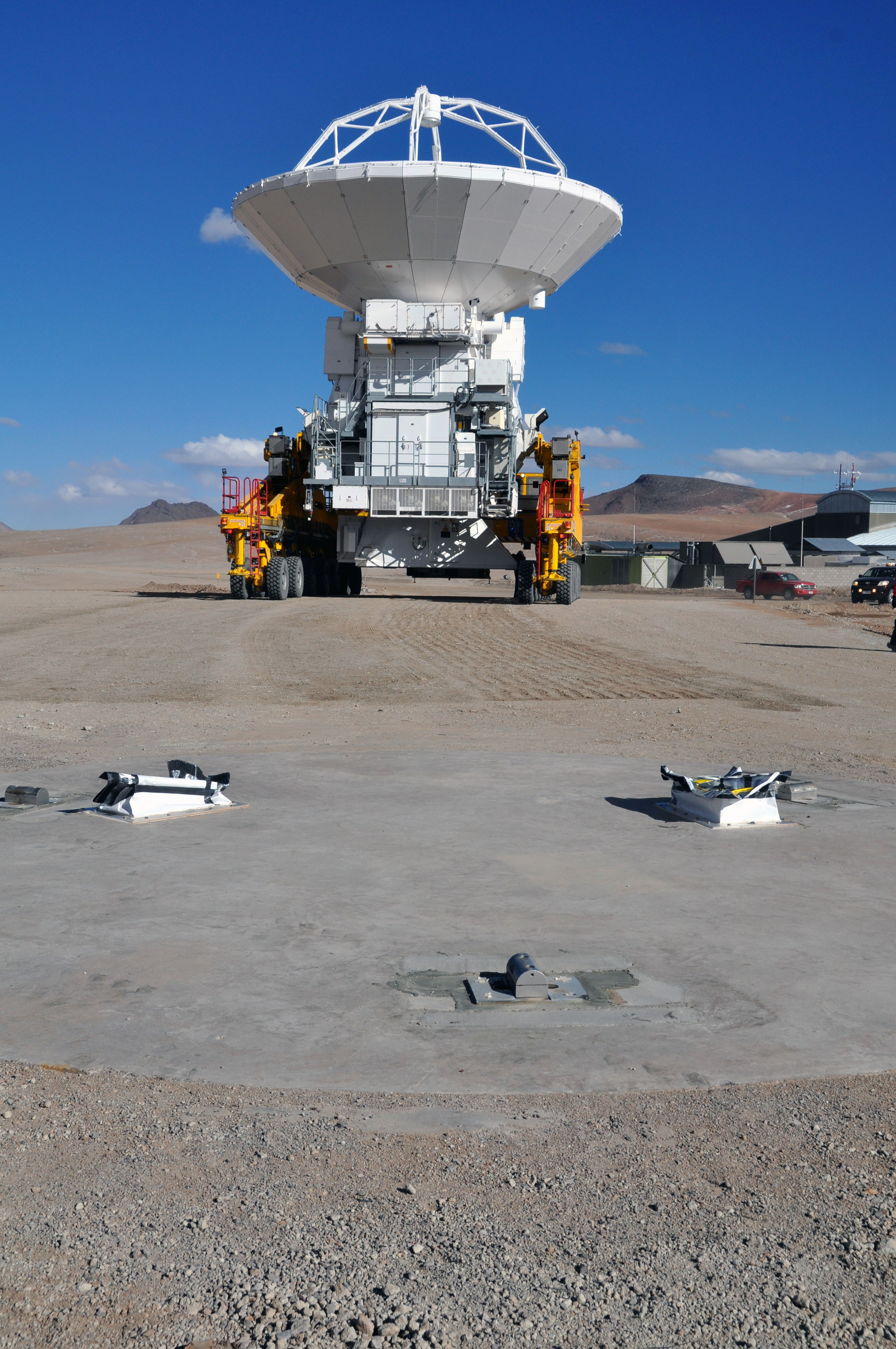
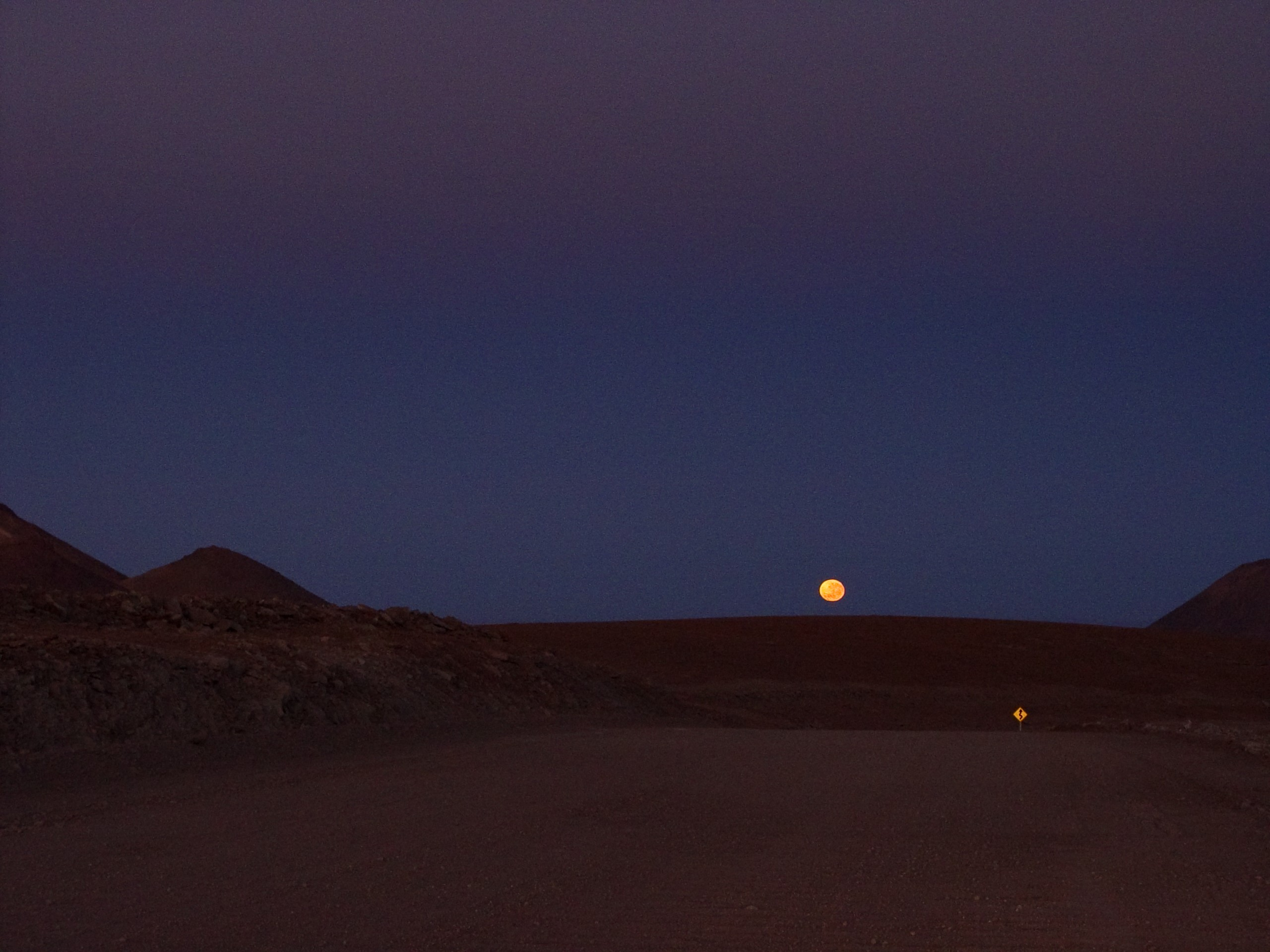
Схід Місяця над дорогою 12 метрової ширини, що веде до місцерозташування телескопу ALMA.

## Наукові результати
- Перші наукові результати міліметрового та субміліметрового радіотелескопу ALMA відображають в деталях структуру газо-пилового кільця навколо зорі Фомальгаут[3]. Нові дослідження свідчать, що газо-пилове кільце, яке розташоване на відстані близько 135 а.о. від зорі, не має правильної форми. Натомість воно має досить малу товщину (у порівнянні з його поздовжніми розмірами) -, усього 13 - 19 а.о.-, і досить чіткі краї. Така структура кільця може бути обумовлена наявністю кількох екзопланет, що рухаються по орбіті навколо зорі Фомальгаут і за рахунок гравітаційної взаємодії з газо-пиловою матерією кільця формують його чіткі (наче «обрізані») краї. За допомогою нових даних з радіотелескопу ALMA астрономи сподіваються зареєструвати нові екзопланети в системі Фомальгаут.
- За допомогою телескопів ALMA та NOEMA вперше зареєстровано радіоактивні молекули в міжзоряному просторі[4][5].
- Під час моніторингу за допомогою радіотелескопу ALMA молодої зоряної системи PDS-70 за 370 світлових років від Землі, астрономами у точці Лагранжа L5 системи було виявлено об'єкт зі слабким світлом, який вчені визначили як зародок окремої екзопланети. Наразі астрономи обережно припускають, що відкрили унікальний феномен[6].
- В 2023 році, за допомогою астрономічного інтерферометра ALMA, вперше в історії, знайдено найдальше галактичне магнітне поле у галактики 9io9, яка з'явилася приблизно через 2,5 млрд років після Великого вибуху і її світлу довелося летіти 11 млрд років до Землі, щоб його побачив наземний радіотелескоп[7].

## Див. також

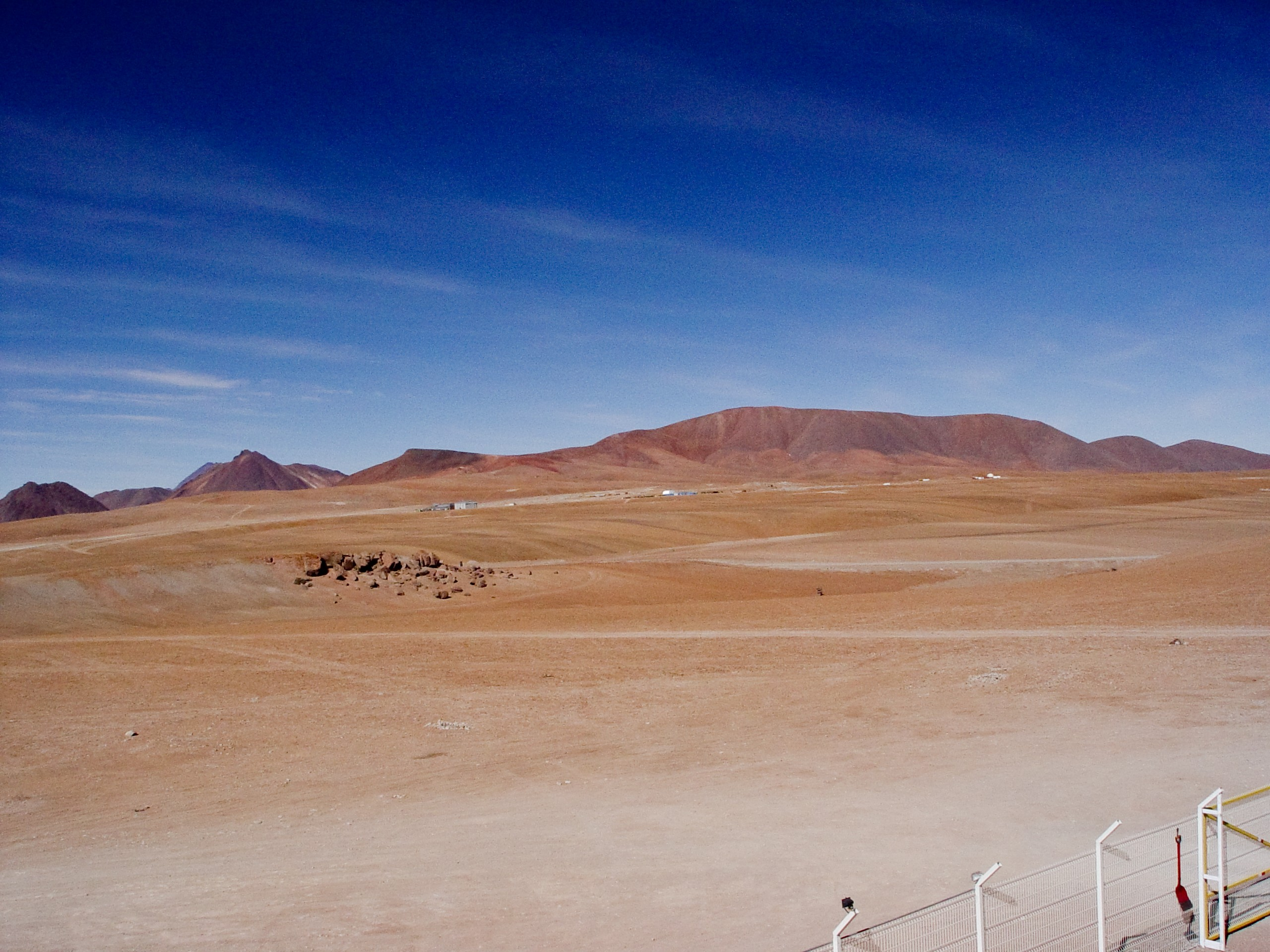
Погляд на місцевість ALMA з APEX.

## Зовнішні посилання
- Офіційна вебсторінка ALMA  [Архівовано 25 червня 2011 у Wayback Machine.]
- Вебсторінка NRAO ALMA  [Архівовано 16 квітня 2010 у Wayback Machine.]
- Вебсторінка ESO ALMA  [Архівовано 28 серпня 2008 у Wayback Machine.]
- Вебсторінка ALMA в NAOJ
- ALMA Antennas Collect First Data [Архівовано 22 березня 2012 у WebCite], "bbc.co.uk, 17 November 2009.
- Huge Observatory in Andes Takes Shape [Архівовано 7 березня 2010 у Wayback Machine.], Space.com, 7 February 2009.
- Віртуальний тур обсерваторією (за технологією Google Street view)